# Offenbach et les Trois Empereurs
Offenbach et les Trois Empereurs est un spectacle de théâtre musical écrit et mis en scène par Christophe Barbier et créé au Théâtre de Poche-Montparnasse le 13 novembre 2024. 

## Argument

Christophe Barbier, Pauline Courtin et Vadim Sher dans Offenbach et les Trois Empereurs.

Le 7 juin 1867, alors que l'Exposition universelle bat son plein à Paris, Jacques Offenbach est convoqué au Café Anglais par le Ministre de l'Intérieur, Pierre-Ernest Pinard : il lui demande de se produire devant trois Empereurs et d'interpréter pour eux les meilleurs extraits de ses principaux chefs-d’œuvre. Il appelle à l’aide sa cantatrice préférée, la grande Hortense Schneider, occasion pour les deux amis proches de s’envoyer des piques et de se rappeler quelques bons et moins bons souvenirs...Mais qui sont au juste ces trois souverains ? Et quel est ce mystérieux pianiste, qui surgit soudain et veut percer les secrets du génie musical d'Offenbach ?

## Distribution à la création[3]
- Jacques Offenbach : Christophe Barbier, comédien
- Hortense Schneider :  Pauline Courtin, soprano et comédienne
- Le Tsar : Vadim Sher, pianiste et comédien

Pauline Courtin (Hortense Schneider) dans Offenbach et les Trois Empereurs.

## Liste des airs interprétés sur scène
- La Périchole : couplets de l’incognito
- La Jeunesse de Berlin : troisième valse
- La Vie parisienne : air tyrolien de Gabrielle « On est v’nu m’inviter » (acte II)
- Monsieur Choufleuri : ensemble de Tamburini
- Le Domino noir (Daniel-François-Esprit Auber) : air d’Angèle « Je suis sauvée enfin… » (acte III)
- Le Violoneux : air de Reinette
- Orphée aux Enfers : couplets du berger
- Orphée aux Enfers : duo de la mouche
- La Belle Hélène : invocation à Vénus
- La Belle Hélène : aria Amours divins
- Pomme d’Api : air de Catherine « Bonjour Monsieur, je suis la bonne »
- La Vie parisienne : couplets de Gabrielle « Je suis veuve d’un colonel »
- La Grande Duchesse de Gérolstein : air « Dites-lui » (acte III)
- La Vie parisienne : rondeau de Gabrielle « Autrefois plus d’un amant »
- Orphée aux Enfers : air des Baisers de Cupidon
- La Grande Duchesse de Gérolstein : air « Ah que j’aime les militaires »
- Les Cent Vierges (Charles Lecocq) : balade de Gabrielle « Ô Paris, gai séjour » (acte II)
- La Périchole : air de la Griserie « Ah quel dîner je viens de faire »
- Valse de Zimmer
- La Vie parisienne : couplets de Gabrielle « On va courir » (acte III)
- La Vie parisienne : final de l’Acte III « Par nos chansons et par nos cris »